# 泰瑞達
泰瑞達（英語：Teradyne、：TER） 為自動測試機台（ATE, Automatic Test Equipment）的製造商，總公司設立在美国麻薩諸塞州米德爾塞克斯縣北雷丁。在 2005年，該公司在SOC的元件測試市場中，市占率最高。在2003年，該公司營業業績為美金1.4億元。在2006年，該公司全球約有3800名員工。

## 公司的歷史
2006年，泰瑞達賣出位在波士頓市中心的兩棟辦公大樓，將所有在波士頓區域的員工整合，一併遷往北雷丁的新辦公大樓。該年，泰瑞達售出連接系統測試部門，以取得更充裕的資金挹注其核心事業，以對抗來自爱德万测试、Verigy與Eagle Test Systems等公司的競爭。
2018年，Teradyne收购了Mobile Industrial Robots（MiR）和Energid以扩大其工业自动化业务，包括自主移动机器人（Autonomous Mobile Robots）以及用于机器人技术的运动控制和仿真软件。

## 競爭對手
- 愛德萬測試（Advantest Corporation）
- 是德科技（Keysight Technologies）
- 德律科技（Test Research, Inc.）